# Eszu
Eszu – jorubański bóg-trickster łączony ze złem (choć dla swoich wyznawców może być łaskawy), znany także jako Elegba, Elegbara.
W mitach występuje jako pośrednik między bogami a ludźmi. Został posłany na świat przez Olodumare. Jego ulubionym miejscem miała być góra Igbeti, na szczycie której stał jego mosiężny pałac. Składano mu na ofiarę koguty, psy i kozły a niekiedy także ludzi.